# Półrzeczki (wąwóz)
Półrzeczki – porośnięty lasem wąwóz znajdujący się przy drodze łączącej miejscowości Mników i Baczyn (obydwie w województwie małopolskim, w powiecie krakowskim, w gminie Liszki). Pod względem geograficznym wąwóz znajduje się na Garbie Tenczyńskim (część Wyżyny Krakowsko-Częstochowskiej) i należy do Tenczyńskiego Parku Krajobrazowego.
Wąwóz wyżłobiony jest w skałach wapiennych z okresu górnej jury. Dnem jego dolnej części płynie niewielki strumyk uchodzący do Sanki. W górnej części woda płynie dnem wąwozu tylko po większych opadach deszczu, normalnie zbocza wąwozu odwadniane są podziemnymi szczelinami skalnymi. Zbocza wąwozu porośnięte są lasem, głównie buczyną. Wczesną wiosną w runie lasu zakwitają masowo przylaszczka pospolita, zawilec gajowy i żółty, kokorycz pełna, złoć żółta.
Dla turystów zmotoryzowanych znajduje się w Mnikowie w przysiółku Skały (przy szosie z Mnikowa do Baczyna) parking, z którego już bardzo blisko zarówno do wąwozu Półrzeczki, jak i rezerwatu przyrody Dolina Mnikowska.

## Skały i jaskinie
W orograficznie lewych zboczach wąwozu znajduje się wiele stromych wapiennych ścian. Na skałach Dębowe Skałki, Kanapa, Księżycowa Skała, Mnik, Skała w Łopiankach i Zaciszny Filar uprawiana jest wspinaczka skalna. 
W wąwozie znajdują się kilka jaskiń i schronisk. Największa z jaskiń zwana Jaskinią na Łopiankach znajduje się w dolnej części wąwozu, w orograficznie lewym zboczu. Pozostałe to: Jaskinia Księżycowa, Jaskinia na Łopiankach Druga, Meander w Wąwozie Półrzeczki, Rura na Łopiankach, Ukośna Szczelina Dolna, Ukośna Szczelina Górna.

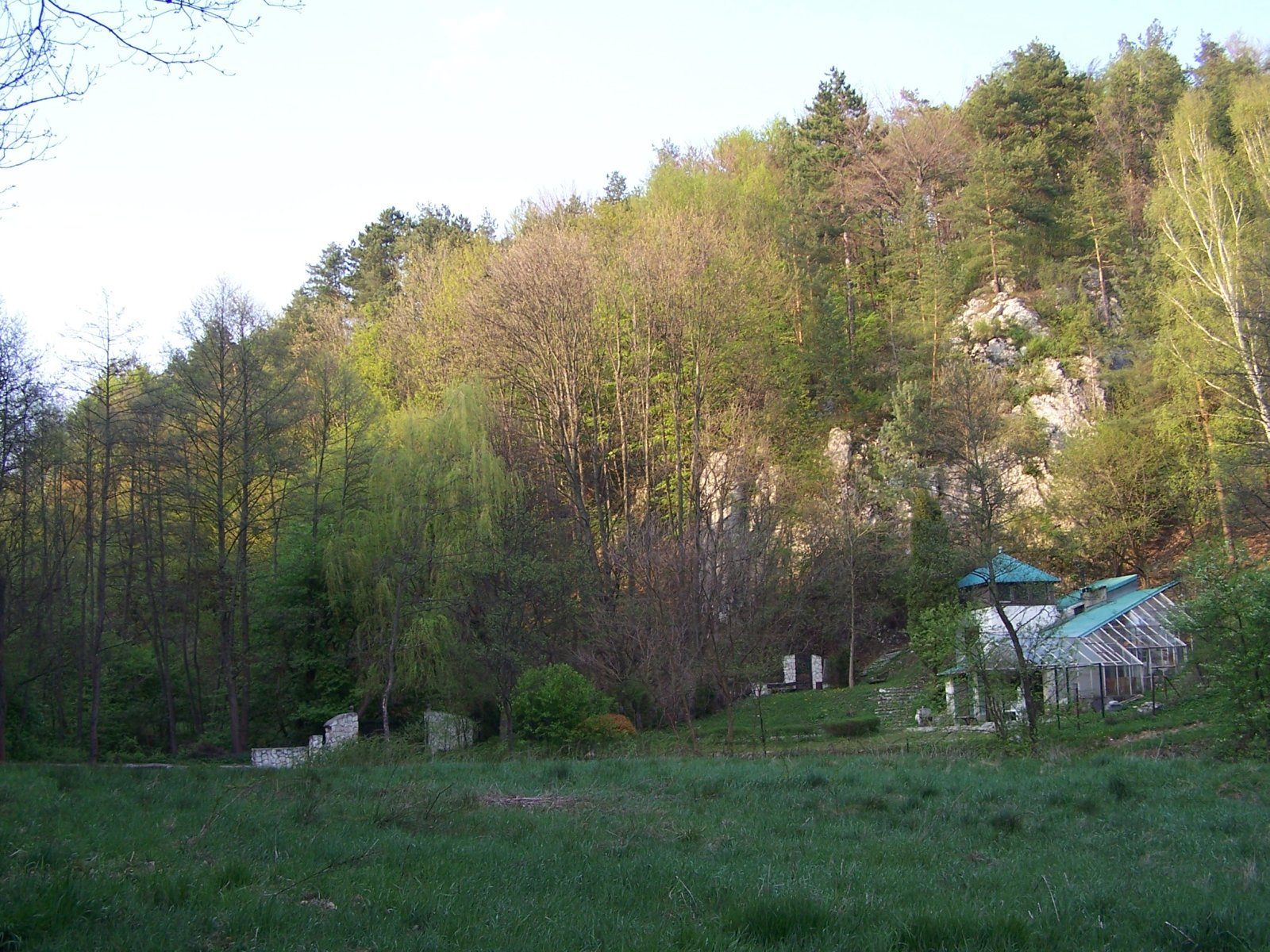
Wylot wąwozu w Mnikowie
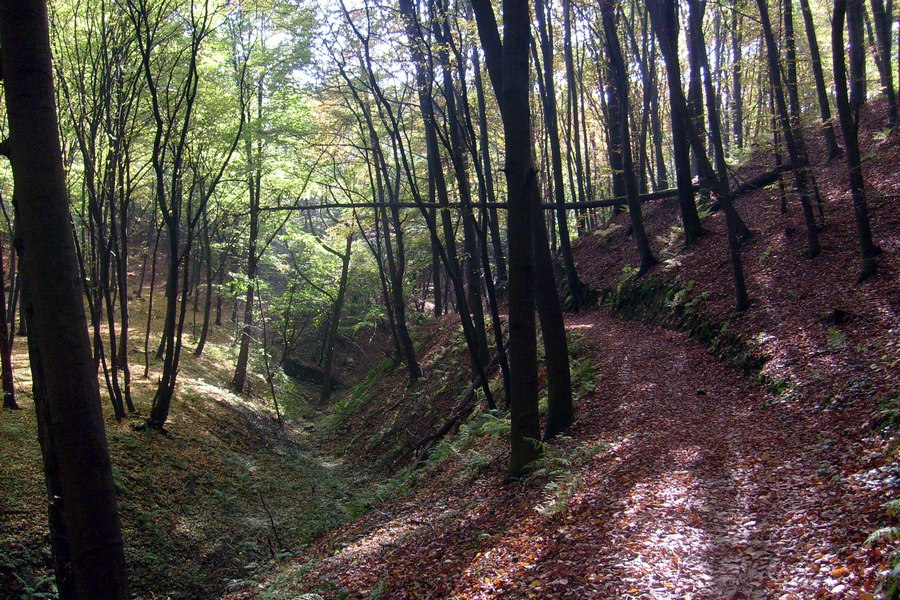
Wąwóz Półrzeczki jesienią
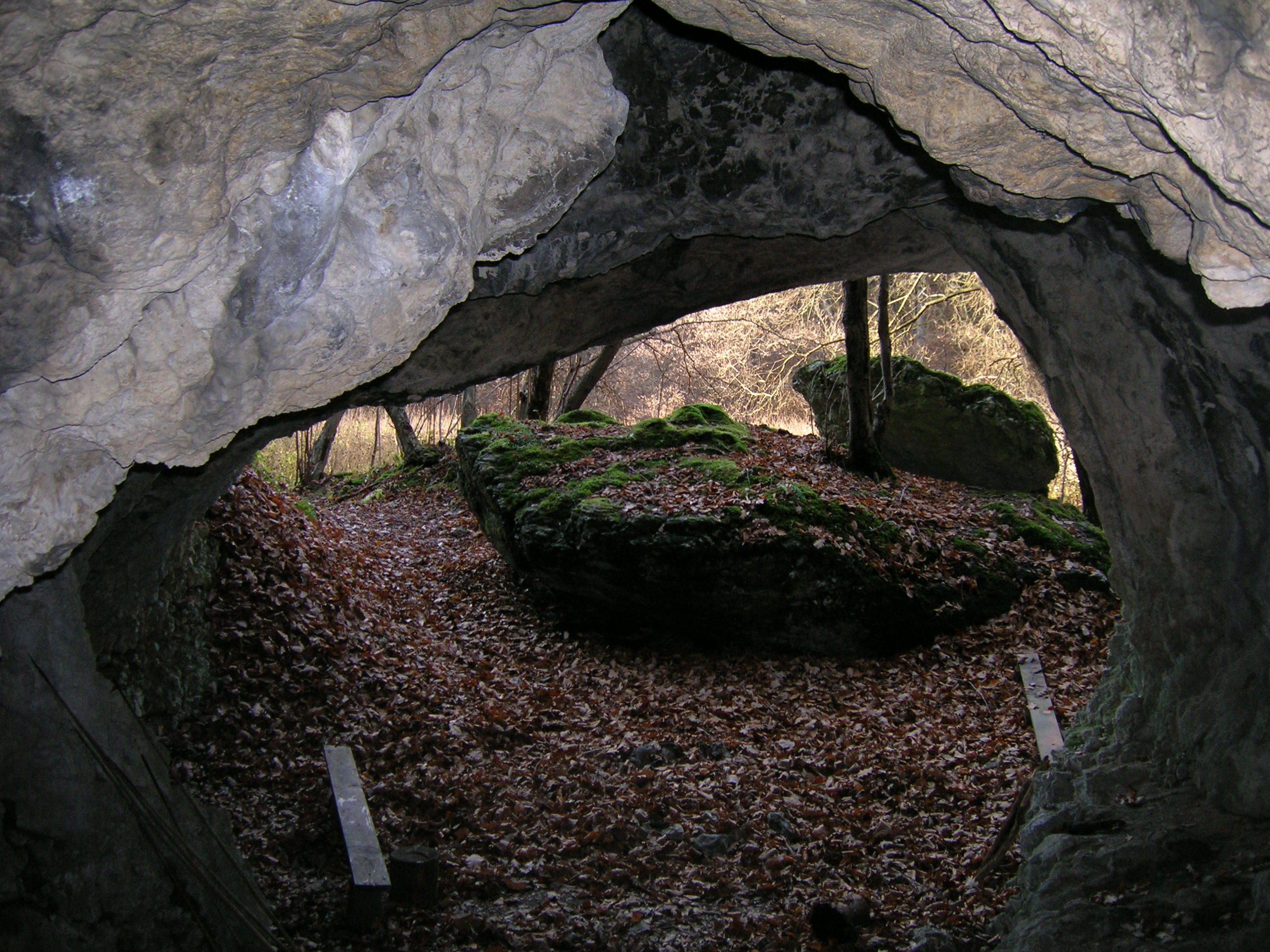
Jaskinia na Łopiankach
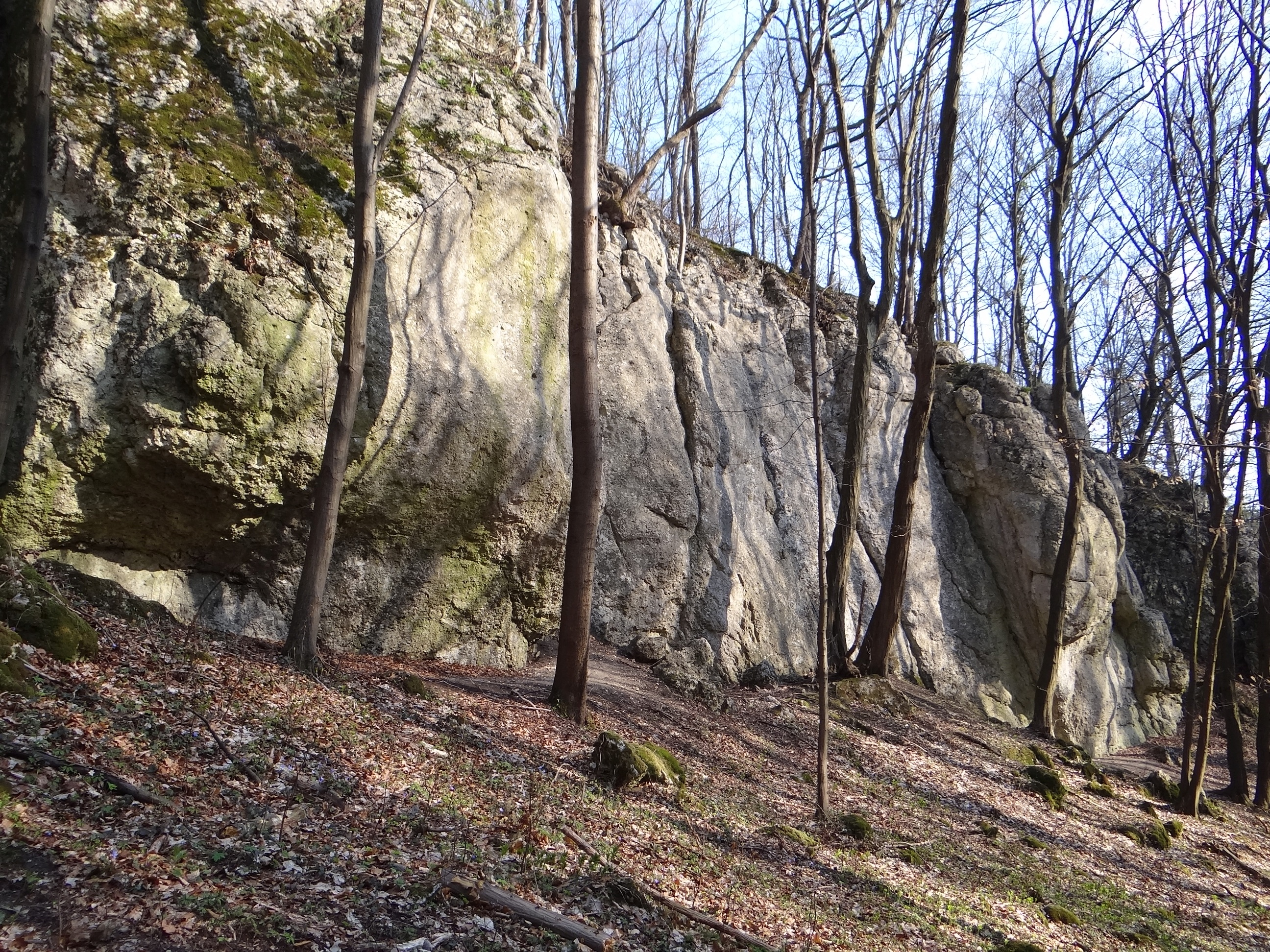
Kanapa
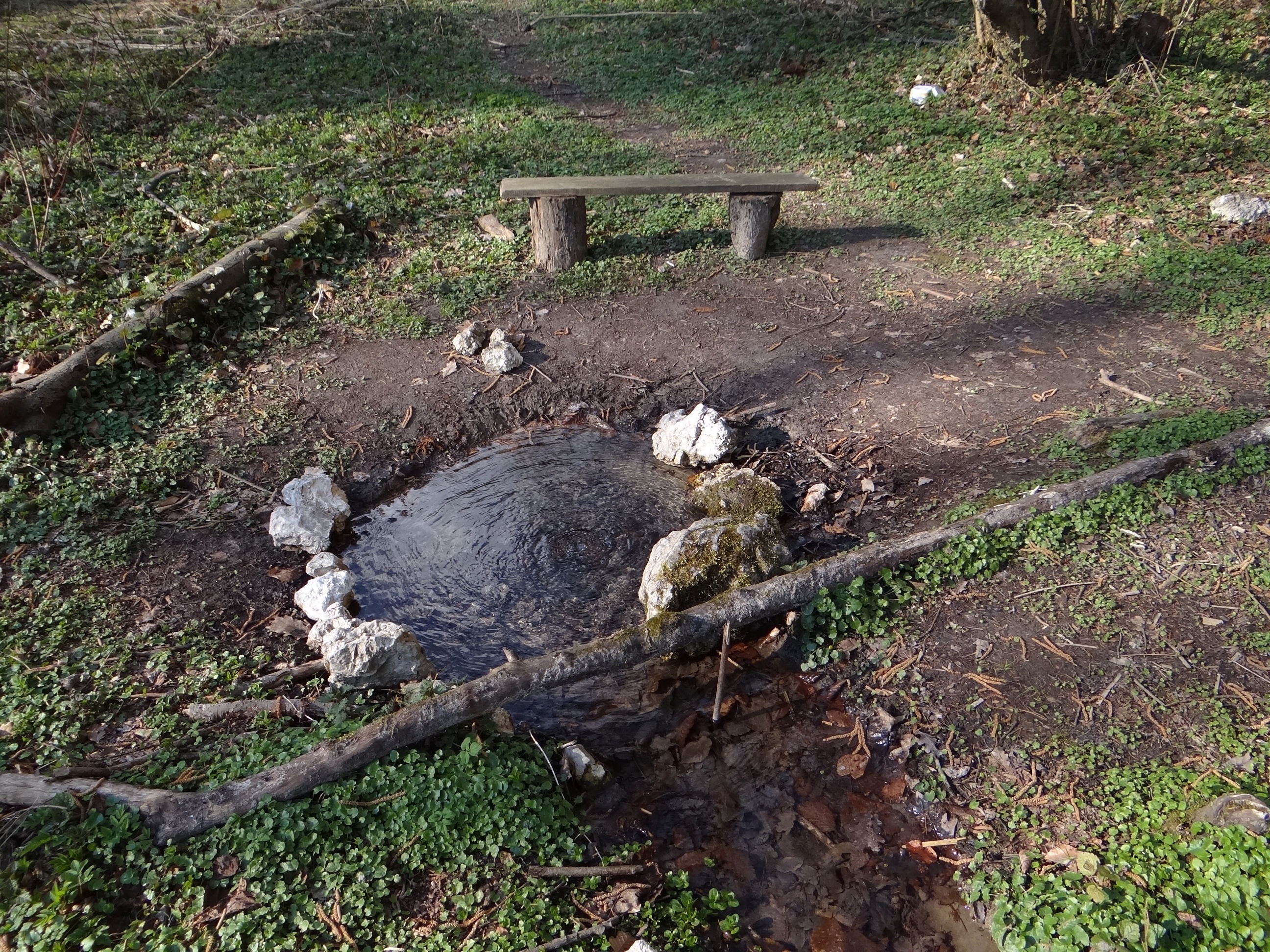
Źródło w wąwozie

## Szlaki turystyczne
Mników – Dolina Mnikowska – Półrzeczki – Dolina Brzoskwinki – Brzoskwinia – Las Zabierzowski – Zabierzów. Jest to szlak zarówno dla turystyki pieszej, jak i rowerowej.